# ورنیس لاس وسورس
ورنیس لاس وسورس (به فرانسوی: Vernois-lès-Vesvres) یک کمون در فرانسه است که در Canton of Selongey واقع شده‌است.

## خصوصیات
ورنیس لاس وسورس ۱۱٫۵۱ کیلومترمربع مساحت و ۱۹۰ نفر جمعیت دارد.